# Канас (озеро, Китай)
Кана́с (кит. трад. 喀纳斯湖, пиньинь Kānàsī Hú, уйг. قاناس كۆلى‎, каз. Қанас көлі) — пресноводное озеро в Алтайских горах, расположенное на севере Или-Казахского автономного округа Синьцзян-Уйгурского автономного района Китая. Озеро находится в 30 км на юг от западного участка российско-китайской границы и стыка границ Казахстана, Китая, Монголии и России. Относится к бассейну Северного Ледовитого океана.

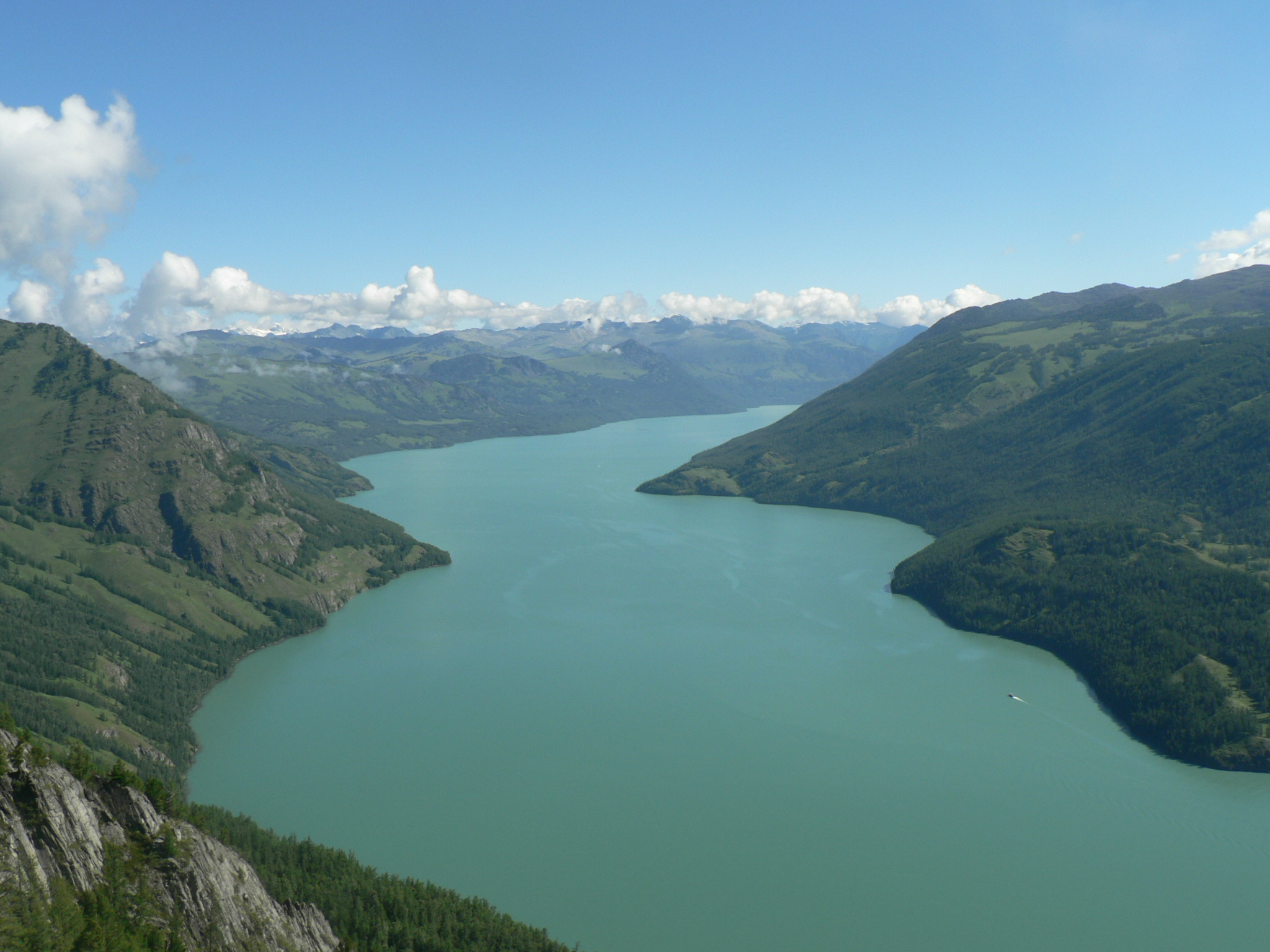

Через водоём протекает одноимённая река (бассейн Иртыша); питание озера в основном ледниковое от крупнейших ледников Алтая, расположенных на массиве Таван-Богдо-Ула.
Озеро и прилегающие территории входят в состав заповедника. Здесь произрастает 798 видов растений и обитает 39 видов млекопитающих, 117 видов птиц, 4 вида амфибий, 7 видов рыб и более 300 видов насекомых. Берега покрыты лесом. На юго-восточном берегу озера расположено тувинское поселение Денгелек.
В озере якобы обитают крупные животные. Видео, снятое очевидцами, было показано в новостях центрального телевидения Китая.
Популярное туристическое место, за 9 месяцев 2019 года его посетили свыше 10 млн человек.